# A little bit of glory
A little bit of glory is het debuutalbum van Dave Cartwright. Dave Cartwright has al enkele jaren succes in clubs, cafés etc. Hij kreeg een platencontract bij Transatlantic Records, destijds een gerenommeerd bedrijf, doch waar achteraf niets dan klachten over kwamen. De artiesten mochten wel komen opnemen en Transatlantic bracht het uit, aan promotie deed het label niet. Zo ook bij dit album, Cartwright vertelde achteraf dat hij niet fatsoenlijk de tijd kreeg om muziek op te nemen, met gelijkgestemden. Transatlantic verkoos een aantal demo’s uit te brengen, Cartwright mocht nog wel een titel verzinnen: A little bit of glory. Het album is opgenomen in de Sound Techniques Studio.
De muziek klinkt anno 2011 naIef, zoals meerdere muziek uit de begin jaren ‘70, vooral het kinderkoor in 50 miles of blue is erg jaren ’70 (zie bijvoorbeeld ook Strawbs' Bursting at the Seams). Het album was vanwege problemen met de auteursrechten langere tijd niet verkrijgbaar, Cartwright heeft in de jaren ’00 de rechten teruggekocht en bracht delen van dit album uit op een compact disc getiteld The Transatlantic Years. In 2020 bracht BGO Records het album integraal uit (catalogusnummer 1429) met de andere twee elpees die Cartwright uitgaf via Transatlantic. BGO refereerde voor dit album aan Gordon Lightfoot, Leonard Cohen en Jim Webb, maar ook Ralph McTell, Allan Taylor en Colin Scott/Clifford T. Ward.

## Musici
- Dave Cartwright – zang, gitaar
- Paul Brett – gitaar
- Pete Chapman – basgitaar
- Roger Odell, John Dean – slagwerk
- Liz Pearson, Clare Torry- achtergrondzang
- John Ludlow, Graham Scott, D. Weekes, Peter Willison – strijkinstrumenten
- Chris Taylor,Jack Ellory – blaasinstrumenten
- kinderkoor van Joan Morris School van Walton-on-Thames, waarin Tracey Childs zong (aldus BGO)

Cartwright mocht dan klagen over de uitgave, de musici die meespeelden hadden hun naam al gemaakt of gingen dat nog doen:
- Paul Brett kreeg een eigen band, Paul Brett’s Sage en speelde een tijdje mee in Strawbs;
- Roger Odell speelde in CMU en was de medeoprichter van Shakatak;
- Christopher Taylor en Jack Ellory speelden mee op Magical Mystery Tour van The Beatles;
- Clare Torry zong The Great Gig in the Sky op Pink Floyds The Dark Side of the Moon;
- Liz Pearson zong bij Kate Bush;
- Nathan Joseph was oprichter van Transatlantic Records

## Muziek
Alle van Cartwright

| Nr. | Titel              | Duur |
| --- | ------------------ | ---- |
| 1.  | Song for Susan     | 2:29 |
| 2.  | Rainbow green      | 3:30 |
| 3.  | Blue-eyed Jean     | 2:56 |
| 4.  | We all need a king | 3:54 |
| 5.  | Tom-all-alone      | 4:01 |
| 6.  | Song of Davy       | 4:47 |

| Nr. | Titel                       | Duur |
| --- | --------------------------- | ---- |
| 1.  | It hardly ever rains        | 3:52 |
| 2.  | Oh sweet momma              | 2:58 |
| 3.  | 50 Miles of blue            | 3:03 |
| 4.  | Middle of the road          | 3:44 |
| 5.  | Good times are coming again | 4:01 |

Tom-all-alone werd in Japan met Rainbow green op single uitgebracht, maar bracht geen commercieel succes. Wel werd het lied bijgeperst op het verzamelalbum The best of British folk music (Contour Records, 1973)